# Love Bites (canción de Grace Jones)
"Love Bites" (español: Mordeduras de amor) es una canción promo de Grace Jones lanzada para promover la Semana Vampira del Sci-Fi Channel. Jones canta la canción desde la perspectiva de un vampiro, quizás aludiendo al tema de la película de 1986 Vamp. Un vídeo fue supuestamente grabado donde Jones usa una peluca rubia, pero todavía no se conoce muy bien.

## Lista de canciones
UK 12" promo (1996) GRACE007
1. "Love Bites" (Mix en 12" Fright Night) - 8:21
2. "Love Bites" (Mix en 7" Fright Night) - 3:40
3. "Love Bites" (Mix en 12" Dark Night) - 7:35
4. "Love Bites" (Mix en 12" Deep Into The Night) - 6:40

UK CD promo (1996) GRACECD007'
1. "Love Bites" (Mix en 7" Fright Night) - 3:40
2. "Love Bites" (Mix en 12" Dark Night) - 7:35
3. "Love Bites" (Mix en 12" Fright Night) - 8:21
4. "Love Bites" (Mix en 12" Deep Into The Night) - 6:40
5. "Love Bites" (Instrumental en 7" Fright Night) - 3:52
6. "Love Bites" (Mix en 7" Deep Into The Night) - 3:45